# キノクニスゲ
キノクニスゲ Carex matsumurae はカヤツリグサ科スゲ属の植物の1つ。カンスゲなどに似ているが全体に緑色で柔らかく、果胞は白くなる。本州南部からトカラ列島まで海岸近くの森林に出現するがその生育地は限られている。特に沿岸近くの小島であることが多い。

## 特徴
常緑性で多年生の草本。根茎は短く、大きな株立ちになる。匍匐枝は出さない。葉は深緑でざらつかず、厚手で滑らかで花茎より高くなる。葉幅は5-15mm。新しい芽は最初は葉のみをつけ（無花茎）、次の年にはその中央からまた葉のみを出す、つまり新しい無花茎が出る。基部の鞘は淡い色で脈が褐色を帯び、古くなると繊維に分解する。冬に花序が芽を出す頃には根元には黒褐色の繊維があり、5月頃にはなくなる。
花茎（有花茎）は前年の無花茎の葉腋から出る。花茎の高さは30-50cm、茎はやや太めでざらつかない。花序は頂小穂が雄性で、側小穂は3-4個あってすべて雌性で、ただしその先端に短い雄花部を持つ場合がある。苞には鞘があり、葉身部は下方のものは小穂より長く伸びるが、上のものほど短くて小穂の先端にとどかなくなる。頂生の雄小穂は長さ3-6cm。長楕円形で太く、柄があって抜き出て、その柄の長さは1.5-3cmに達する。雄花鱗片は淡褐色で先端は鋭く尖る。側小穂は円柱形で長さ2-4cm、直立する。柄があって下方のものは3.5cmに達するものもあるが、上方のものほど短くて0.5cm程度のものもあり、最上位のものは柄がない場合が多い。雌花鱗片は緑白色で卵形、先端部は短く突き出し、その先端は尖っている。果胞は鱗片より長くて長さ3.5-4.5mm、幅1.5-2mm、長卵形で毛がなく、先端は急に細間って短い嘴となり、先端は平らか少し凹んでいる。果胞には脈があり、その質は厚いが柔らかく、また全体に緑だが下半分が白みを帯びる。果実は楕円形で断面は両凸型、長さは2-2.5mmで先端には環状の付属体があり、その基部は短い柄状になっている。柱頭は2つに裂けるが、ごくまれに3つに裂けるものがある。

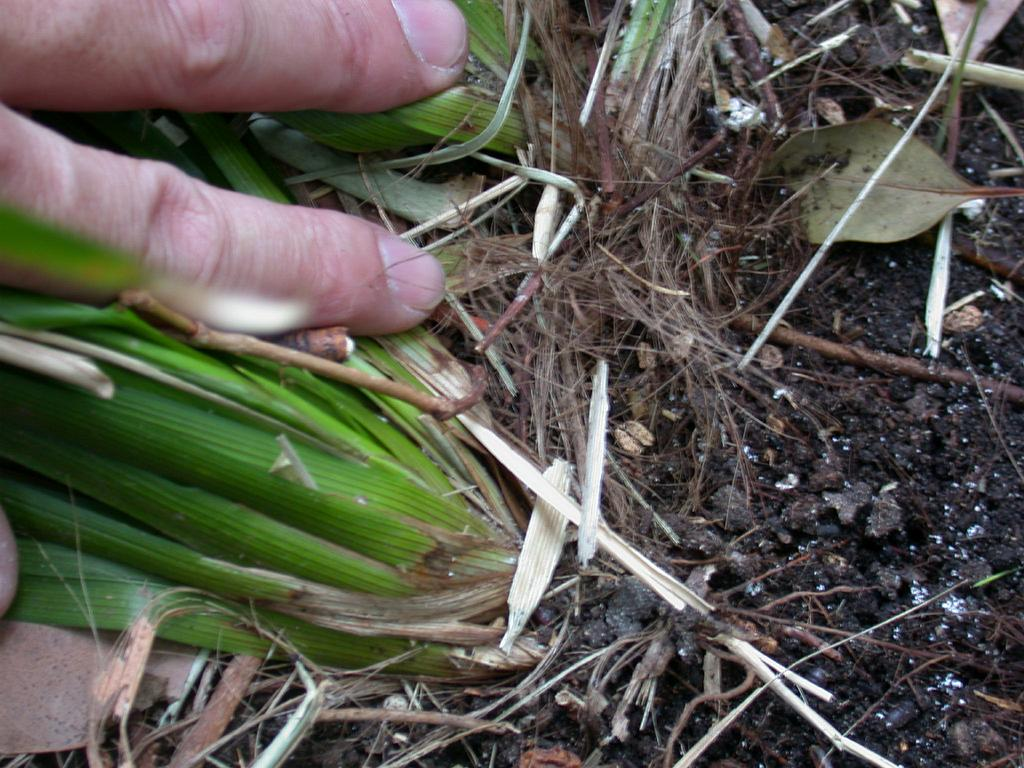
根元の繊維を示す
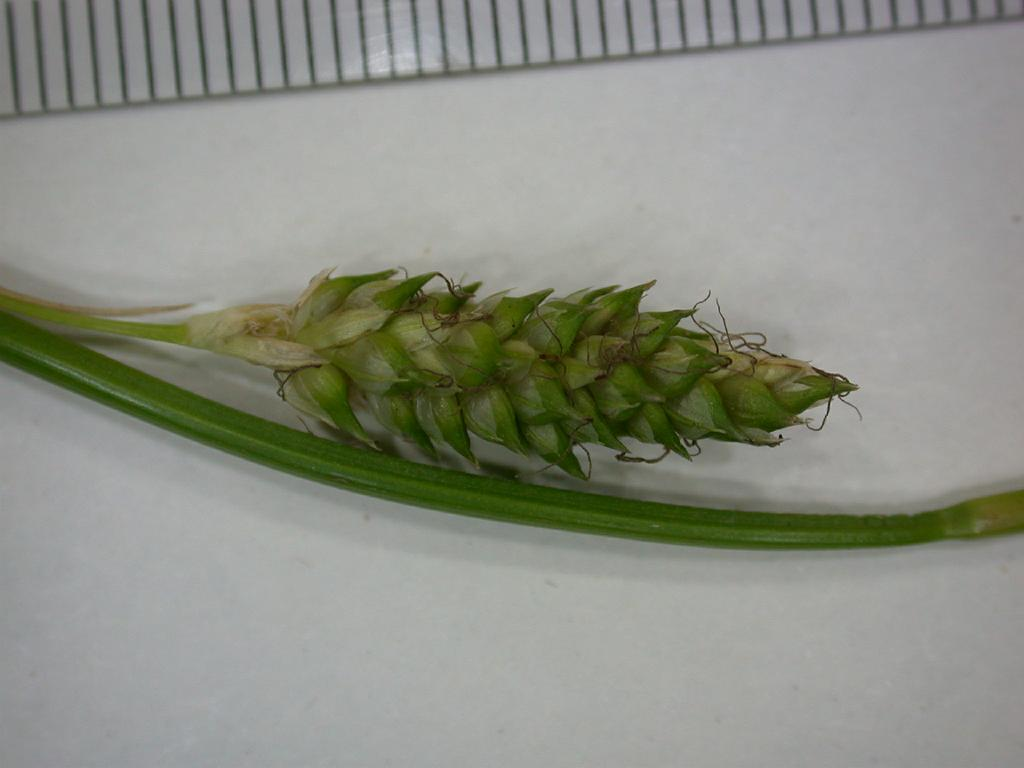
雌小穂
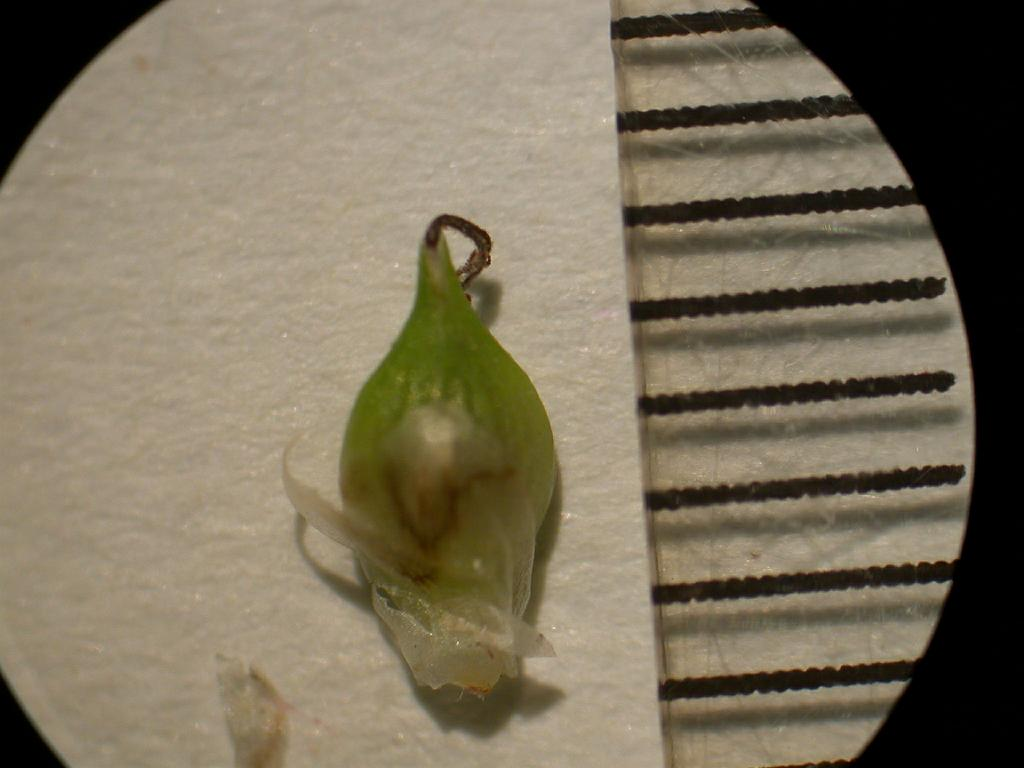
果胞 これは白くない
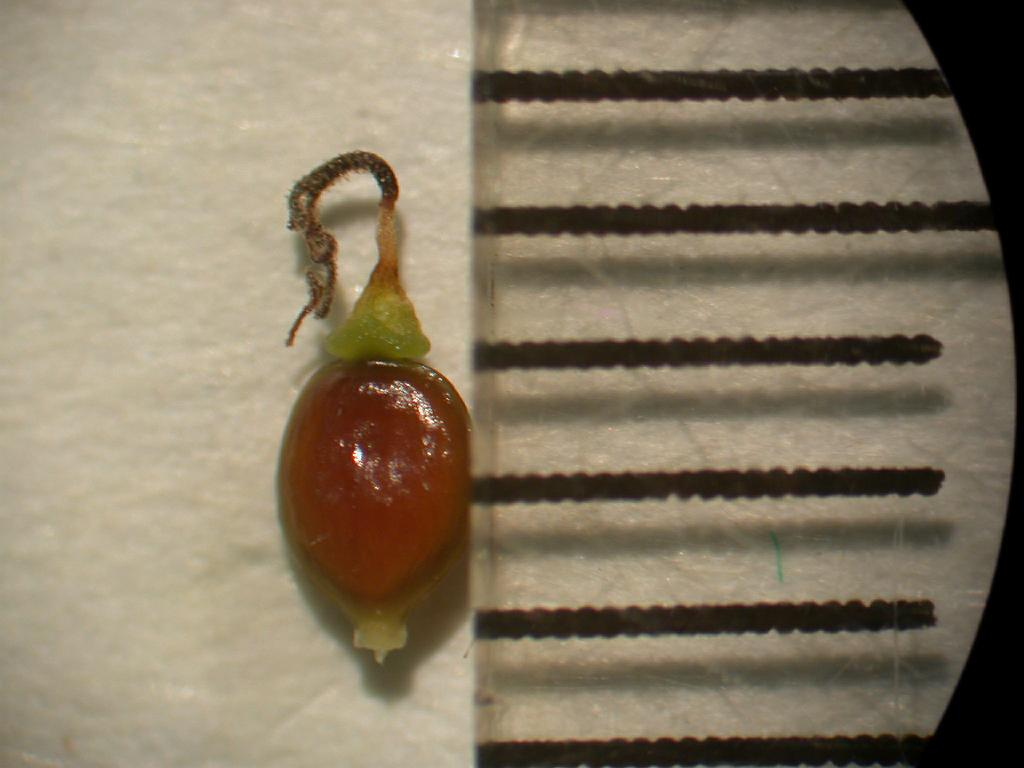
果実

### 名称について
和名は「紀の国スゲ」で紀伊半島で最初に発見されたことにより、別名にキシュウスゲ、クロシマスゲがある。宇井(1929)はその和名をキシウスゲ(ママ)とし、別名でキノクニスゲを取り上げているが、この植物は松村任三が和歌山県古座町(旧)九龍島（くろしま）で発見したもので、キシウスゲの名は牧野富太郎が命名した、とある。

## 分布
日本では本州の太平洋岸では三河湾、日本海側では北陸地方より南西部、それから四国と九州、トカラ列島と伊豆諸島の利島に分布し、国外では朝鮮の済州島と鬱陵島から知られている。これらの地域で、本種はどこにでもあるわけではなく、分布は極めて局在しており、特に沿岸の離島、それも小さな島に見られることが多く、分布のある離島の対岸であっても本土側では生育が見られない例が多い。例えば最初の発見地であり、名の由来でもある和歌山県の場合、最初の発見地古座九龍島のほかの産地として宇井(1929)は田辺湾の神島、みなべ町の鹿島をあげているが、少し下って坂口(1937)にはこのほかに衣奈黒島(由良町)だけが追加されている。そして現在でも和歌山県(2012)では上記の4市町のみしか記されていない。

### これに関する議論
上記のように本種は分布域の限られた稀少な種であり、それに関してはいくつかの議論がなされてきた。特に分布域において島嶼にその生育地が集中していることは注意を引いた。例えば中西(2007)では長崎県での新産地発見に関して本県での分布地が合計9カ所となったこと、その内訳が無人島6，有人島2、陸繋島1であることを記している。さらに中西(2010)は面積が1平方㎞以下の島嶼に偏って分布する植物を島嶼偏在植物と定義し、本種をその代表的なものとして取り上げた。それによると、本種が本州中部まで分布するのはその中では例外的で、それ以外のものはより南に分布があってこの地域が北限に当たることから、島嶼は周囲を海に囲まれた小さな陸地であり、冬季に温度低下が少ないことがこのような分布の原因であり、これに加えてそこに成立する森林が原生的ではないにしろ人手がさほど入らないこと、と同時に台風等の影響を受けやすいことから極相状態が破壊されていることなどが原因であると推定している。このような分布は九州に限らず、近畿地方でも簡単に行き着けない島や岬に多いとの報告があり、九州でのさらに詳しい調査では、本種の分布するのは面積1平方km以下の島が55.8%、10平方km以下で79.8％にも達する。

## 生育環境
海岸近くの森林内や林縁に見られる。

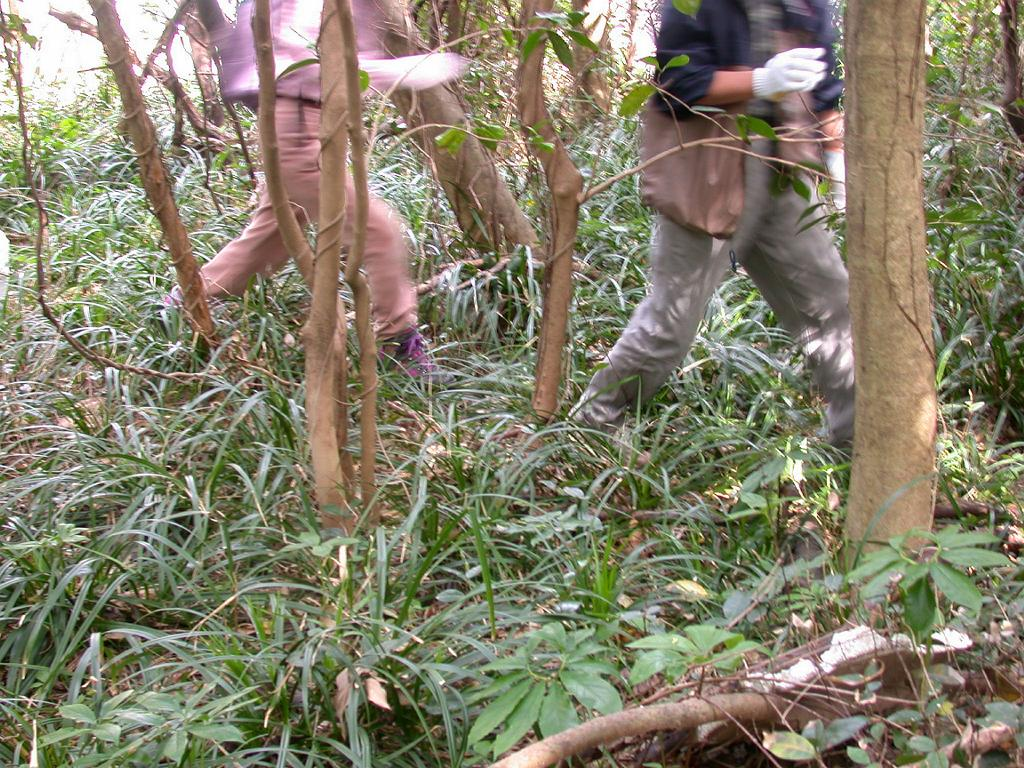
生育地の様子

本種は海岸近くにのみ生育地があるが、これは海岸性であることを意味しない。たとえばヒゲスゲ C. boottiana は海岸性の比較的大柄なスゲとして知られ、海岸の岩の上や砂地に生育し、時に本種と隣接し、あるいは混成して見られる。しかし本種の方は森林の林縁まで見られることがあっても、決して海岸にある森林性の樹木の入らない草本群落に出現することはない。本種は照葉樹林の構成種の1つと見ることが出来、特にタブノキを中心とする森林の林床に出現するものである。
さらにその生育環境を詳細に見ると、平坦な落葉層の豊富な場所にはあまり生育がなく、傾斜があって土壌が露出したような場所に多く、特に小型の株や幼い個体はそのような場所で多く見られるという。これは種子が定着するには落ち葉が堆積していないことが必要とされている為ではないかと考えられる。
このようなことから中西(2011)は本種が小さな島嶼や岬にのみ本種が見られる理由を、以下のように考えている。
- まず本種がタブ林に生育すること、特に海岸近くの、やや傾斜のある場所の森林であることが必要であること。
- 他方でタブ林は海岸近くの平野部に成立するものであり、このような環境は人為的な開発が多く進み、本土部分や大きな有人島ではほとんど残っておらず、岬や小さな島に残されていること。
- 従って、おそらくかつては本種は本土や現在の有人島においても海岸近くの丘陵に生育していたものが、開発によってそのような場所から姿を消し、小さな島や岬にのみ残された。

## 種子散布に関して
本種を含むスゲ属の植物では種子(本当は痩果)は果胞という袋状の構造に包まれ、その形で散布される。水辺に生育する種には果胞が水流散布に適応していると思われるものもあり、例えばシオクグなど海岸性の種には果胞がコルク質になり、浮きやすくなっていると考えられるものがある。本種は海岸近くに出現するものではあるが、海流分散は行わないと思われる。実験的に海水に投入した場合、採集した直後のものでは1日でほとんど、2日目ですべてが沈んだ。乾燥させた後のものは1日ですべて沈んだ。本種は海岸近くに出現するものではあるが、実験的に海水に投入した場合、採集した直後のものでは1日でほとんど、2日目ですべてが沈み、乾燥させた後のものは1日ですべて沈んだとのことで、海流分散は行わないと思われる。
種子散布は主としてアリによる運搬が大きく関わると思われ、生育地で種子を地上に置いた場合、すぐにアリに運ばれる。長崎県の観察ではアミメアリ、アシナガアリ、トビイロケアリが種子を運ぶのが確認された。本種の果胞は柔らかくなっており、上半は緑で、下方は白っぽくなっているが、アリは必ずこの白く柔らかい部分を顎でくわえて運ぶという。つまり果胞が白く柔らかくなっているのはエライオソームに相当すると判断できる。

## 分類など
勝山(2005)は本種をヒエスゲ節 Sect. Rhomboidales に含めていたが、勝山(2015)はこれをあらためてヌカスゲ節 Sect. Mitratae に移しており、その理由として果胞や果実の形態などがむしろこの節の特徴に適合することをあげている。
外見的な面で言えばヌカスゲ節にはカンスゲ類やホンモンジスゲ類、アオスゲ類など非常に多くの種が含まれている。カンスゲ等大柄な種は本種と比較的似ている。ヒエスゲ節の種は果胞が大きくて長い嘴があるのを特徴としており、また1つの小穂につく果胞の数がさほど多くないものが多く、本種と紛らわしいものはない。
似た姿の種は多いが、類似の他種があまり出現しない特殊な環境にあること、それに雌小穂に果胞が密生して付き、それが白っぽくなるのが他種と判別できる特徴になる。

## 保護の状況
環境省のレッドデータブックでは準絶滅危惧に指定され、分布地の各県でもそれぞれに何らかの指定を受けている。生育域がきわめて狭く、個体数が少ないことからの指定であるが、生育地は小さな島嶼や社寺林など、元々保護されていたり開発の見込みの少ない地域であり、その点では絶滅の危険性は高くないとの声もある。